# Kliprand
Kliprand ist eine Ortschaft in der Lokalgemeinde Matzikama, im Distrikt West Coast der südafrikanischen Provinz Western Cape. Sie befindet sich in einer gering besiedelten Region im Norden der Provinz.
Der Ortsname ist Afrikaans und bedeutet etwa „steinige Kante“.

## Geografie
Kliprand befindet sich in einer weiten Ebene und in Sichtweite zu den nördlichen Ausläufern der Bokkeveldberge. Vanrhynsdorp ist nach Süden 158 und Springbok in Richtung Norden ebenfalls 158 Straßenkilometer entfernt.
Der Ort besteht aus drei separat liegenden Siedlungsteilen. Die zentrale Siedlung bildet eine Gruppe größerer Wohngebäude mit Geschäftsräumen um einen weiten Dorfplatz. Im Norden liegt eine in offener Bauweise errichtete Townshipsiedlung mit einer Klinik. Südlich des Zentrums erstreckt sich eine Streusiedlung mit kleineren Wohngebäuden als im Ortszentrum. Hier befindet sich auch, etwas räumlich abgesetzt, die örtliche Grundschule (Name: Nuwefontein Primêre Skool). In mehreren Windungen durchzieht das Bett eines Trockenflusses das gesamte Siedlungsareal.
Wenige Kilometer nördlich von Kliprand, an der R 355 und bereits in der benachbarten Lokalgemeinde Kamiesberg, wurde ein Endlager für schwach radioaktive Abfälle, die Vaalputs Radioactive Wast Disposal Facility, errichtet. Die Anlage nahm 1986 ihren Betrieb auf und wird von einer staatlichen Stelle in Pelindaba betrieben.

## Bevölkerung
Kliprand hatte 2011 gemäß der Volkszählung 205 Einwohner in 38 Haushalten auf einer Fläche von 0,96 km². Davon waren 87,80 % Schwarze, 9,27 % Coloureds und 2,93 % Weiße. Gesprochen wurde zu 97,07 % Afrikaans, 1,95 % Gebärdensprache und nur 1,98 % Englisch.

## Geschichte
Die meisten Gebäude von Kliprand wurden in den 1930er und 1940er Jahren gebaut, möglicherweise sind einige noch älter. Zu den älteren Bauten zählt auch ein ehemaliges Schulgebäude.

## Wirtschaft
In Kliprand gibt es nur eine gering entwickelte Basis für Erwerbseinkommen, die sich auf die extensive Viehwirtschaft und etwas Gemüsebau erstreckt. Einige Einwohner fanden in umliegenden Bergwerken eine Beschäftigung. Diesbezügliche Hoffnungen richten sich auch auf das wiedereröffnete Bergwerk Steenkampskraal.

## Verkehr
Der Ort erstreckt sich entlang einer unbefestigten Landstraße, die hier zugleich den Verlauf von zwei Regionalstraßen, der R355 und der R358 vereinigt. Aus Richtung Südwesten ist Kliprand über Regionalstraßen von der Nationalstraße N7 und aus dem Norden aus Richtung Pofadder von der R14 zu erreichen.

## Sehenswürdigkeiten
- Landschaft des Hardevelds am Rande der Knersvlakte
- im Ortszentrum einige historische Bauten, typisch für eine ländliche Region